# Scinax pinima
Scinax pinima är en groddjursart som först beskrevs av Werner C.A. Bokermann och Sazima 1973.  Scinax pinima ingår i släktet Scinax och familjen lövgrodor. IUCN kategoriserar arten globalt som otillräckligt studerad. Inga underarter finns listade i Catalogue of Life.